# Rüdiger Schwarz (Forstmeister)
Wolfgang Rüdiger Sebald Schwarz (* 2. Januar 1914 in Lübeck; † 3. Juni 1978 in Lockstedt) war ein deutscher Landesforstmeister.

## Ausbildung
Rüdiger Schwarz war ein Sohn des Pädagogen Sebald Schwarz und dessen zweiter Ehefrau Friederike Luise Agnes Petersen (* 21. Oktober 1872 in Blankenese; † 21. Oktober 1955 in Rantzau). Er hatte zwei Schwestern und zwei Brüder.
Schwarz besuchte die Oberschule zum Dom, an der er 1932 die Reifeprüfung bestand. Ein Studium der Forstwissenschaften an der Universität Gießen beendete er 1936 in Niederohmen mit der Ersten Staatsprüfung. Nach dem Referendariat bestand er 1938 in Darmstadt die Zweite Staatsprüfung. Im selben Jahr wurde er zum Wehrdienst eingezogen und kämpfte in Frankreich, Afrika und Russland, seit 1942 als Leutnant der Reserve. 1944 wurde er an der Universität Freiburg im Breisgau zum Dr. rer. nat promoviert. Von Ende 1944 bis zum Frühjahr 1945 arbeitete er als Forstmeister beim Landesforstamt in Posen und beim Forstamt in Abtshagen. Danach musste er erneut Kriegsdienst leisten.

## Wirken in Eutin
Nach Kriegsende arbeitete Schwarz beim Forstamt Eutin und von 1945 bis 1946 auch Regierungsforstamt in Schwerin als Verbindungsbeauftragter der britischen Militärregierung. Trotz zahlreicher Widerstände gelang es ihm hier, die Jagd in den Revieren Schleswig-Holstein auf ein vertretbares Maß zu reduzieren. Von 1946 bis zum 30. November 1965 leitete Schwarz das Forstamt Rantzau. Von 1948 bis 1968 leitete er auch den Rotwildring Hasselbusch. 1958 trat er in den Schalenwildausschuss des Jagdschutzverbandes ein. Von 1958 bis 1967 hatte er den Vorsitz der Kreisgruppe Pinneberg des Landesjagdverbandes Schleswig-Holstein inne. 
In Rantzau schrieb Schwarz erste Bücher, so 1960 „Jagen, mein Leben“ und 1965 „Die Erinnerung lebt“. Zur Zeit, als Schwarz in das Rantzauer Forstamt eintrat, übernutzten die britische Militärregierung und die notleidenden Einwohner die Bestände des Forstes. Die Bestände an Altholz wurden dabei größtenteils verbraucht, auf den kahlen Gebieten musste neu angepflanzt werden. Schwarz konnte trotz der komplizierten Umstände das Gebiet derart aufzuforsten, dass dies Jahrzehnte später noch Anerkennung fand.

## Wirken in Kiel
Am 1. Dezember 1965 erhielt Schwarz eine Beförderung zum Oberforstmeister und eine neue Stelle beim Amt für Landesforsten im Ministerium für Ernährung, Landwirtschaft und Forsten in Kiel. Er übernahm hier die Vertretung des Amtsleiters und des Leiters der Abteilung für Forst- und Holzwirtschaft und andere Aufgaben. Am 1. Januar 1967 wurde er zum Landesforstmeister ernannt. Am 1. Dezember 1967 übernahm er die Leitung der Abteilung Forst- und Holzwirtschaft und des Amtes für Landesforsten. Somit war er der höchste Forstbeamte in Schleswig-Holstein. In seinen Zuständigkeitsbereich vielen die Forsten, das Jagdwesen und der Naturschutz.
Von 1968 bis 1972 übernahm er ehrenamtlich den zweiten Vorsitz des Nordwestdeutschen Forstvereins. 1973 erhielt er einen Ruf als Staatsmitglied in das Conseil International de la Chasse. Darüber hinaus arbeitete er als amtlicher Vermesser der nach Deutschland aus den USA, Kanada und Alaska importierten Jagdtrophäen.
Während seiner Zeit als Leiter der Landesforstverwaltung musste Schwarz zahlreiche Probleme lösen. Die wirtschaftliche Basis der Forstwirtschaft unterlag starken Einschränkungen. In den Jahren 1967, 1968, 1972 und 1976 zerstörten Stürme die Forsten. Diese führten zu Problemen in der Aufarbeitung, Holzverwertung und Wiederaufforstung, die Schwarz lösen musste.
Als Leiter der obersten Jagdbehörde und der obersten Naturschutz- und Landschaftspflegebehörde bemühte sich Schwarz, Naturgüter zu erhalten und die Landschaft vielfältig zu gestalten. Er wirkte 1970 beim Landesjagdgesetz, 1971 beim Landeswaldgesetz und 1973 beim Gesetz für Naturschutz und Landschaftspflege mit.
Schwarz war seit der Eheschließung am 4. März 1944 in München verheiratet mit Hildegard Charlotte Burgdorf (* 1. Oktober 1915 in Osnabrück). Ihr Vater Ferdinand Maria Piepenbrock war ein Landwirt und Bankier und verheiratet mit Luise Wilhelmine Burgdorf. Das Ehepaar hatte eine Tochter und zwei Söhne.
Schwarz starb im Juni 1978 auf der Jagd im Schierenwald bei Lockstedt.

## Verdienste und Ehrungen
Schwarz galt nicht nur als angesehener Forstmeister, sondern insbesondere als wichtiger Jäger und Jagdschriftsteller. Zu seinen außerordentlichen Leistungen gehörte die Pflege des Hegerings Hasselbusch. Er bezog die Jagdberechtigten der angrenzenden Reviere mit ein und bemühte sich, einen Rotwildbestand zu etablieren. Dieser entwickelte sich angesichts des relativ kleinen Gebiets sehr gut. 
Schwarz schrieb umfangreich über neue Entwicklungen im Jagdwesen und beeinflusste andere Publikationen. Für das Buch „Förster, Bauern, starke Hirsche“ erhielt er 1973 den Literaturpreis des Deutschen Jagschutzverbandes. 1967 erhielt er das Verdienstabzeichen in Silber des Deutschen Jagsdchutzverbandes, 1973 das Wildhegeabzeichen des Verbandes. 1973 wurde er zum Ehrenmitglied des Rotwildringes Hasselbusch ernannt.

## Schriften
- Die Erinnerung lebt, Parey 1965

Schwarz bearbeitete das ursprünglich von Ferdinand von Raesfeld verfasste Hand- und Lehrbuch Das deutsche Waidwerk in der 14. Auflage (1980) völlig neu.